# The Old House (New Abbey)

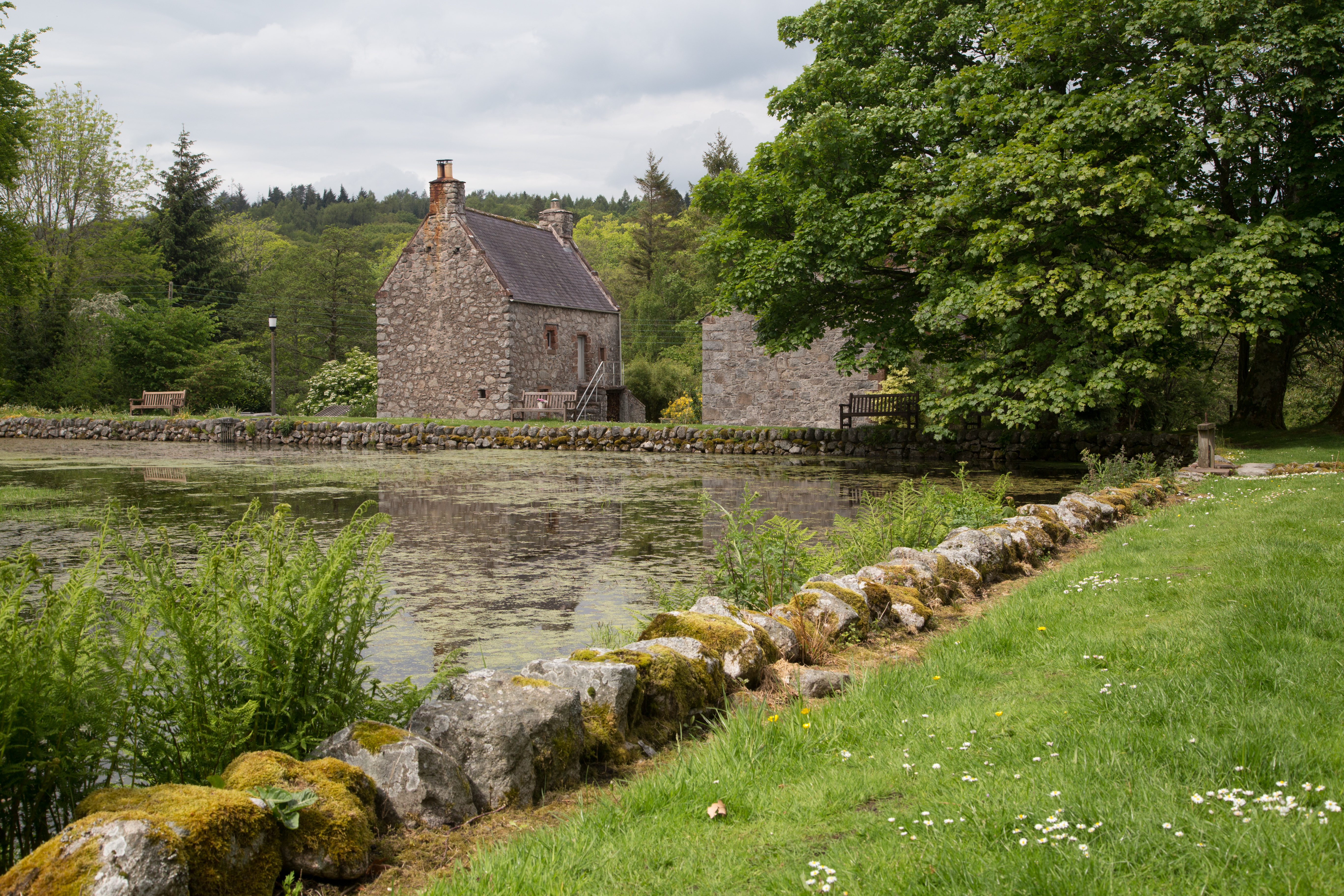
The Old House (New Abbey)

The Old House ist ein Wohngebäude in der schottischen Ortschaft New Abbey in der Council Area Dumfries and Galloway. 1971 wurde das Bauwerk in die schottischen Denkmallisten in der höchsten Denkmalkategorie A aufgenommen.

## Beschreibung
Das Gebäude liegt an einer Nebenstraße der Main Street (A710) in der kleinen Ortschaft New Abbey. Es weist eine Grundfläche von rund 9,4 m × 5,5 m auf. Das Mauerwerk besteht aus grob behauenen Granitblöcken. Abgesetzt hiervon sind die roten Fenstereinfassungen, die jedoch neueren Datums sind. Das zweistöckige Gebäude ist über eine parallel der Außenmauer verlaufenden Vortreppe zugänglich, die zu der Eingangstüre im Obergeschoss an der Ostseite führt. Die kleinen Fenster sind unregelmäßig angeordnet. In das abschließende, schiefergedeckte Satteldach mit giebelständigen Kaminen sind zwei moderne Dachfenster eingelassen.
Das Baujahr von Old House ist nicht eindeutig bestimmt worden. An der Ostseite befindet sich die verwitterte Inschrift, die bei einer frühen Begehung als „WS 1622 JB“ gelesen wurde, während sie im Jahre 1967 als „IS 16.2 RB“ angegeben wurde. Die Initialen könnten auf John Stewart of Shambellie und dessen Ehefrau R. Brown hindeuten.